# Philippe Pinel
Philippe Pinel, född 20 april 1745 i Jonquières, Tarn, död 26 oktober 1826 i Paris, var en fransk psykiater. 

## Biografi
Pinel började först vid 30 års ålder att studera medicin, men publicerade redan under sin studietid anatomiska arbeten. Då en av hans vänner drabbades av psykisk sjukdom, inspirerades han att studera psykiatri. År 1792 anställdes han som läkare vid Hôpital Bicêtre i Paris och 1795 vid La Salpêtrière i samma stad. Därefter var han professor vid École de médecine i Paris och blev 1803 ledamot av Institut de France.
Pinels främsta förtjänst inom psykiatrin är att han genomförde en mänskligare behandling av de psykiskt sjuka än den dittills använda. Som överläkare vid sinnessjukhusen i Bicêtre och La Salpêtrière humaniserade han sjukvården genom att avskaffa tvång, fastkedjning och tortyr. Med personlig fara tilltvingade Pinel sig rättigheten att befria de tillsammans med förbrytare inspärrade sinnessjuka i Bicêtre och La Salpêtrière samt överlämna dem åt läkares behandling. 
Hans viktigaste arbeten är Traité médico-philosophique sur l'aliénation mentale (1801) och Nosographie philosophique ou la méthode de l'analyse appliquée à la médecine (1798, flera upplagor). I sistnämnda verk drev han den tes, att medicinen är en naturvetenskap och att forskningen inom denna måste ske enligt den naturvetenskapliga metoden. 
År 1885 avtäcktes i Paris en staty föreställande Pinel, utförd av Ludovic Durand.

## Eftermäle
Asteroiden 12095 Pinel är uppkallad efter honom.

## Galleri

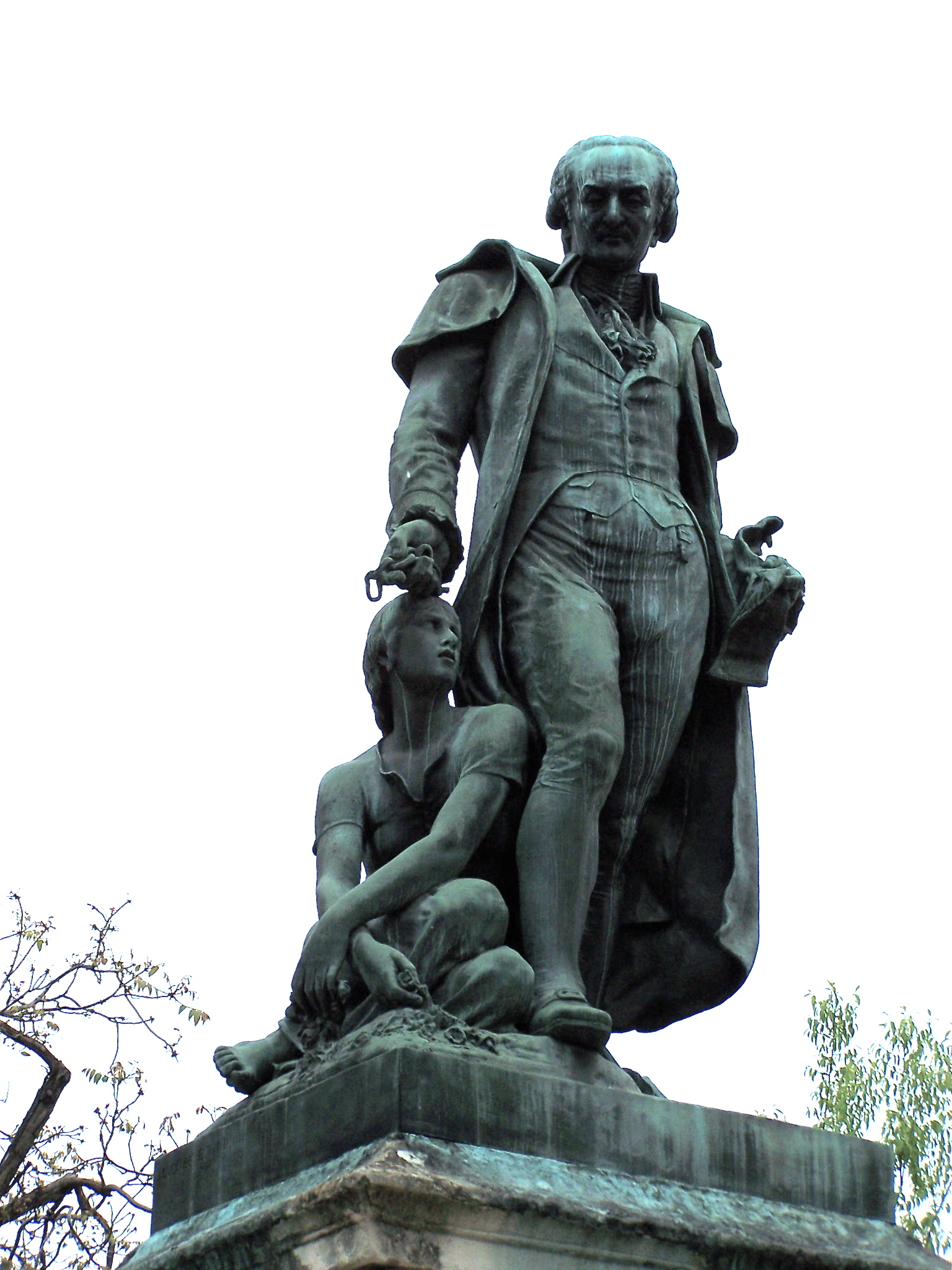
Staty föreställande Philippe Pinel, utförd av Ludovic Durand.
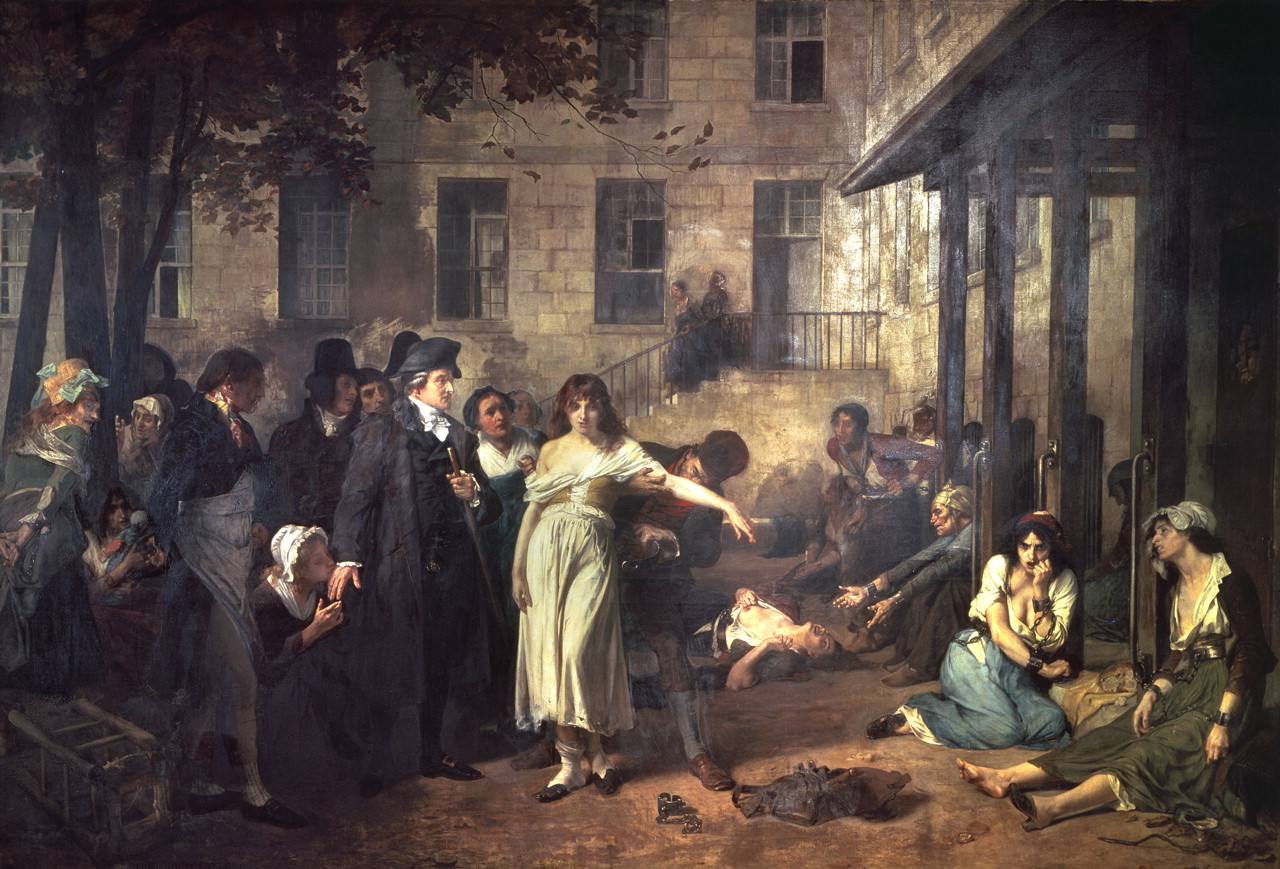
Pinel beordrar att patienter ska befrias från sina kedjor, 1795 av Tony Robert-Fleury.
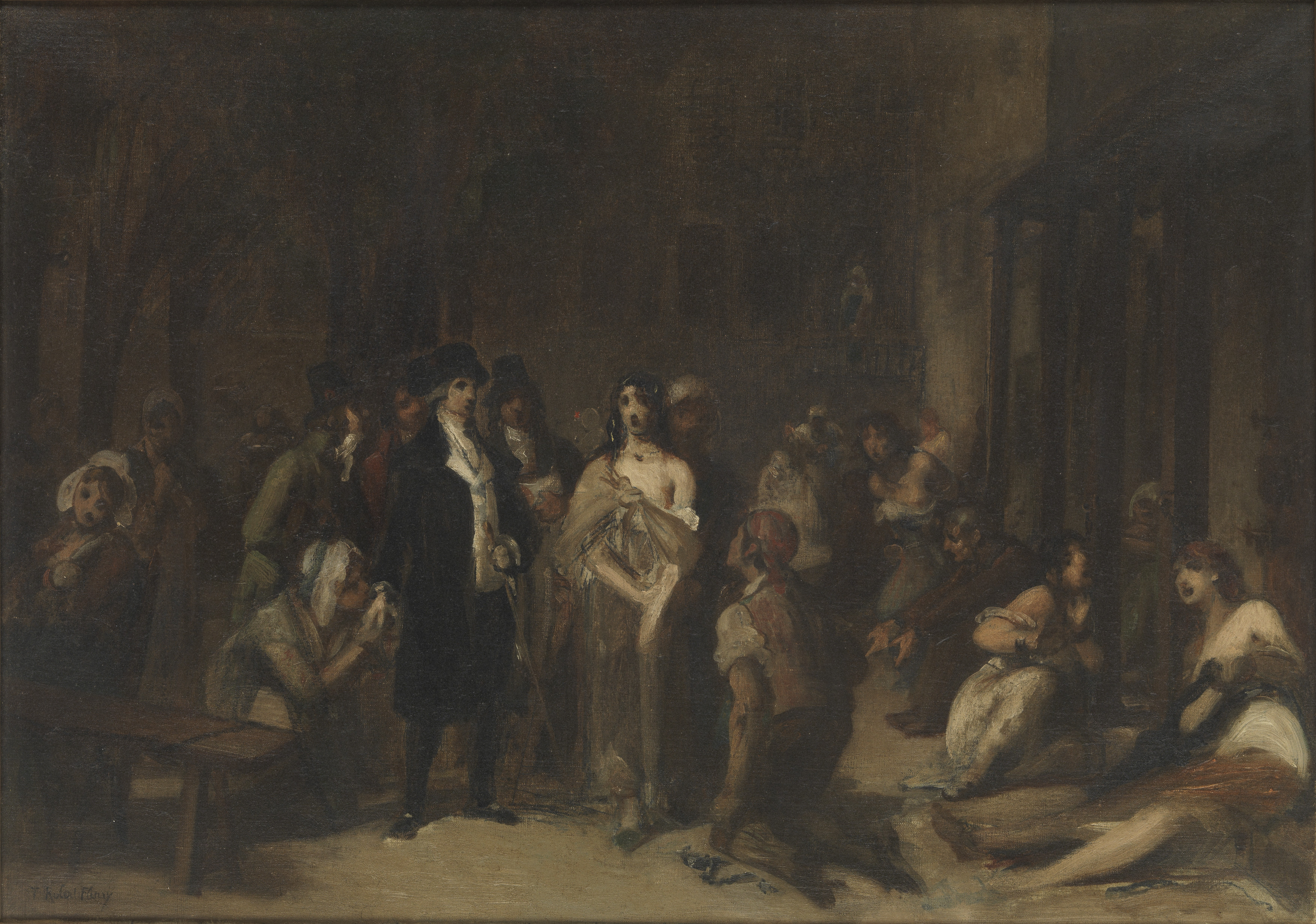
Pinel befriar de sjuka från sina kedjor, 1876 av Tony Robert-Fleury.